# سهل سوس
سوس هو سهل خصب في المغرب يمر بين سلسلتي جبال الأطلس الكبير والأطلس الصغير جنوب غرب المغرب ويمر عبره وادي سوس.

## التاريخ
كان سهل سوس من أكثر المناطق خصوبة في المغرب منذ قرون. عرف السهل زراعة وتصدير الزيتون والسكر منذ بداية القرن الحادي عشر على الأقل.
لكن القرن السابع عشر هو العصر الذهبي لسوس بعد بزوغ مملكة تازروالت حيث تمتعت المنطقة بالإستقلال الذاتي واستفادت من طرق تجارة الذهب عبر الصحراء الكبرى وبيع السكر للتجار البرتغاليين والهولنديين والإنجليز. كانت مدينة أكادير والتي تقع على بعد 10 كيلومترات شمال مصب نهر سوس مركزا للتجارة الخارجية في ذلك الوقت.

## الجغرافيا
تفصل جبال الأطلس الصغير سهل سوس عن الصحراء الكبرى. لكن الغطاء النباتي الطبيعي في منطقة سوس هو السافانا التي تهيمن عليها أشجار الأركان والتي لا توجد في أي مكان آخر في العالم.
جزء كبير من المنطقة هو الآن ضمن محمية برنامج الإنسان والمحيط الحيوي لليونسكو لحماية هذا الموطن الفريد.
يتميز سهل سوس بخصوبته مما جعل الإنتاج الزراعي مرتفعا في المنطقة حيث إنها من أكثر المناطق المسقية في المغرب مما جعلها اليوم الممون الأول للسوق المغربية بالخضر والفواكه.

## السكان
تتركز في سوس نسبة كبيرة من سكان المنطقة. فقد سكنت المنطقة شعوب من قبائل بربرية مثل زناكا.
بجانب القبائل العربية التي هاجرت إلى المنطقة مثل أولاد نومر عن أولاد أبي السباع، وأولاد جرار، والمنابهة؛ فإن سكان المنطقة أو السوسيين هم متحدثون بالعربية الدارجة و تشلحيت.

## السياحة
أڭادير أو عاصمة سوس هي من أكبر وأشهر مدن سوس وتعدّ حاليا القطب السياحي الثاني في المغرب من حيث توافد السياح بعد مراكش.

## روابط خارجية
- سوس في سنوات 1600